# Moab
 For alternative betydninger, se Moab (flertydig). (Se også artikler, som begynder med Moab)
Moab (hebraisk: מוֹאָב, Mo'av; i betydningen "fars sæd/frø"; græsk Μωάβ Mōav; arabisk مؤاب, assyrisk Mu'aba, Ma'ba, Ma'ab ; egyptisk Mu'ab) er det historiske navn kendt fra omtale i Bibelen for en landstribe i bjergene, som ligger i nutidens Jordan og som strækker sig langs den østlige del af Dødehavet. Moabitterne var et historisk folk eller stamme, som ofte lå i strid med deres israelitiske naboer mod vest. Deres hovedstad var Dibon, der lå tæt på nutidens Dhiban.
Deres eksistens er dokumenteret i talrige arkæologiske fund: Bedst kendt er den historisk betydningsfulde Meshastele. Inskriptionen på den beretter om en moabittisk sejr over en ikke-navngivet søn af kong Omri. Stelen er også vigtig, fordi den nævner "Davids hus" og henviser til kong David - udenfor Bibelen.